# 노요리 가즈야
노요리 가즈야(일본어: 野寄 和哉, 2000년 6월 26일~)는 일본의 축구 선수이다.

## 구단 경력
그는 2023년 J2리그의 레노파 야마구치 FC에 입단했다.